# Зелінська Наталія Анатоліївна
Ната́лія Анато́ліївна Зелі́нська — доктор юридичних наук, професор, спеціаліст у галузі міжнародного права, адвокат.

## Життєпис
Н. А. Зелінська народилася 3 грудня 1953 року у м. Самара. Навчалася на юридичному факультеті Одеського державного університету імені I. I. Мечникова, який закінчила з відзнакою 1978 року Близько двадцяти років займалася адвокатською діяльністю, була членом Одеської колегії адвокатів.
1991 року Наталія Анатоліївна почала викладацьку діяльність на посаді доцента кафедри політології і права Одеського інституту політології та соціального управління. З моменту утворення кафедри міжнародного права та міжнародних відносин Одеської національної юридичної академії 1998 року на чолі з професором Черкесом Марком Юхимовичем, Наталія Анатоліївна беззмінно і віддано передавала свої знання і досвід студентам Академії, пройшовши шлях від доцента кафедри до завідувача кафедри.

## Наукова діяльність
1991 року Наталія Анатоліївна здобула науковий ступінь кандидата юридичних наук. Дисертаційне дослідження було присвячено проблемам професійного захисту лікарні по справах про застосування примусових заходів медичного характеру. Дисертацію на здобуття наукового ступеня доктора юридичних наук на тему «Міжнародно-правова концепція міжнародного злочину» Н. А. Зелінська захистила 2007 року.
Наукові досягнення Наталії Анатоліївни Зелінської численні і значні. У сфері міжнародного кримінального права Наталія Анатоліївна була визнаним лідером, як в Україні, так і за кордоном.
Основними напрямами наукових досліджень Наталії Анатоліївни стали: теорія міжнародного права, міжнародне кримінальне право, міжнародне гуманітарне право, міжнародно-правові стандарти прав людини, кримінальне право Європейського Союзу.
Н. А. Зелінська створила цілісну міжнародно-правову концепцію міжнародних злочинів у контексті міжнародної протидії злочинності. Під керівництвом Наталії Анатоліївни у Національному університеті «Одеська юридична академія» склалася школа міжнародного кримінального права.
У працях професора Н. А. Зелінської вперше в Україні сформульовано концепцію транснаціонального кримінального права і розглянуто його матеріально-правові, процедурно-організаційні та превентивні аспекти; обґрунтовано поняття «транснаціональна криміналізація»; визначено поняття «транснаціональний злочин» як діяння, що визнане злочинним не менш як у двох державах, під юрисдикцію яких воно підпадає. Систематизовані міжнародно-правові стандарти криміналізації транснаціональних злочинів. Дістало подальшого розвитку дослідження поняття міжнародного злочину як підстави міжнародно-правової відповідальності індивіда і доведено існування його модифікацій: 1) «нюрнберзької», сконструйованої нюрнберзьким і токійським прецедентами; 2) «постнюрнберзької», що сформувалася у постнюрнберзький період під впливом національної судової практики і розвитку міжнародного права; 3) «гаазької», формування якої пов'язано зі створенням і діяльністю міжнародних трибуналів у Гаазі й Аруші; 4) «римської», закладеної в Римському статуті Міжнародного кримінального суду.
Професор Н. А. Зелінська — авторка більш ніж 160 наукових праць, у тому числі двох фундаментальних монографій «Політичні злочини в системі міжнародної злочинності» (2003 р.), «Міжнародні злочини та міжнародна злочинність» (2006 р.), співавтор колективних монографій «Проблеми входження України в європейський правовий простір» (1999 р.), «Соціально-правові аспекти тероризму» (2003 р.) й інших.
Наталія Анатоліївна виховала декілька поколінь юристів, під її керівництвом було захищено кандидатські та докторські дисертації зі спеціальності «міжнародне право».

## Практична діяльність
Наталія Анатоліївна була експертом Ради Європи у «Програмі регіонального навчального курсу українських прокурорів з питань положень та практики застосування Європейської конвенції прав людини»; учасником проекту Британської Ради з розвитку партнерських зв'язків (Велика Британія, REAP) в кооперації з Департаментом міжнародного розвитку Великої Британії з метою розробки навчального курсу «Міжнародно-правові стандарти прав людини у сфері кримінальної юстиції та пенітенціарної системи» (2000—2002 рр.), експертом-дослідником у міжнародному проекті американського університету (Вашингтон, США) «Центр з вивчення транснаціональної злочинності і корупції (TRACCC)» (2003—2005 рр.), учасником багатьох міжнародних конференцій. У складі робочих груп Наталія Анатоліївна брала участь в розробці ряду законів України, активно брала участь в діяльності Української асоціації міжнародного права.